# Équipe du Honduras olympique de football
L'équipe du Honduras olympique de football  représente le Honduras dans les compétitions de football espoirs comme les Jeux olympiques d'été, où sont conviés les joueurs de moins de 23 ans.

## Parcours lors des Jeux olympiques
Depuis les Jeux olympiques d'été de 1992, le tournoi est joué par des joueurs de moins de 23 ans.
| Football aux Jeux olympiques | Football aux Jeux olympiques | Football aux Jeux olympiques | Football aux Jeux olympiques | Football aux Jeux olympiques | Football aux Jeux olympiques | Football aux Jeux olympiques | Football aux Jeux olympiques | Football aux Jeux olympiques |
| Année                        | Tour                         | Classement                   | J                            | G                            | N                            | P                            | Bp                           | Bc                           |
| ---------------------------- | ---------------------------- | ---------------------------- | ---------------------------- | ---------------------------- | ---------------------------- | ---------------------------- | ---------------------------- | ---------------------------- |
| 1896                         | Pas de Tournoi               | -                            | -                            | -                            | -                            | -                            | -                            | -                            |
| 1900                         | Non participant              | -                            | -                            | -                            | -                            | -                            | -                            | -                            |
| 1904                         | Non participant              | -                            | -                            | -                            | -                            | -                            | -                            | -                            |
| 1908                         | Non participant              | -                            | -                            | -                            | -                            | -                            | -                            | -                            |
| 1912                         | Non participant              | -                            | -                            | -                            | -                            | -                            | -                            | -                            |
| 1920                         | Non participant              | -                            | -                            | -                            | -                            | -                            | -                            | -                            |
| 1924                         | Non participant              | -                            | -                            | -                            | -                            | -                            | -                            | -                            |
| 1928                         | Non participant              | -                            | -                            | -                            | -                            | -                            | -                            | -                            |
| 1932                         | Pas de Tournoi               | -                            | -                            | -                            | -                            | -                            | -                            | -                            |
| 1936                         | Non participant              | -                            | -                            | -                            | -                            | -                            | -                            | -                            |
| 1948                         | Non participant              | -                            | -                            | -                            | -                            | -                            | -                            | -                            |
| 1952                         | Non participant              | -                            | -                            | -                            | -                            | -                            | -                            | -                            |
| 1956                         | Non participant              | -                            | -                            | -                            | -                            | -                            | -                            | -                            |
| 1960                         | Non participant              | -                            | -                            | -                            | -                            | -                            | -                            | -                            |
| 1964                         | Non participant              | -                            | -                            | -                            | -                            | -                            | -                            | -                            |
| 1968                         | Non participant              | -                            | -                            | -                            | -                            | -                            | -                            | -                            |
| 1972                         | Non participant              | -                            | -                            | -                            | -                            | -                            | -                            | -                            |
| 1976                         | Non participant              | -                            | -                            | -                            | -                            | -                            | -                            | -                            |
| 1980                         | Non participant              | -                            | -                            | -                            | -                            | -                            | -                            | -                            |
| 1984                         | Non participant              | -                            | -                            | -                            | -                            | -                            | -                            | -                            |
| 1988                         | Non participant              | -                            | -                            | -                            | -                            | -                            | -                            | -                            |
| 1992                         | Non participant              | -                            | -                            | -                            | -                            | -                            | -                            | -                            |
| 1996                         | Non participant              | -                            | -                            | -                            | -                            | -                            | -                            | -                            |
| 2000                         | 1er tour                     | 10e                          | 3                            | 1                            | 1                            | 1                            | 6                            | 7                            |
| 2004                         | Non qualifiée                | -                            | -                            | -                            | -                            | -                            | -                            | -                            |
| 2008                         | 1er tour                     | 16e                          | 3                            | 0                            | 0                            | 3                            | 0                            | 5                            |
| 2012                         | Quart de finale              | 7e                           | 4                            | 1                            | 2                            | 1                            | 5                            | 5                            |
| 2016                         | 4e                           | 4e                           | 6                            | 2                            | 1                            | 3                            | 8                            | 14                           |
| 2021                         | 1er tour                     | 14e                          | 3                            | 1                            | 0                            | 2                            | 3                            | 9                            |
| 2024                         | À venir                      |                              |                              |                              |                              |                              |                              |                              |
| Total                        | 5/26                         | Aucune médaille              | 19                           | 5                            | 4                            | 10                           | 22                           | 40                           |

## Effectif 2008
| #          | Nom                 | Club             | Âge      | Joués    | But inscrit | Averti   | Carton jaune · Carton jaune · Carton rouge | Carton rouge |
| Gardiens   | Gardiens            | Gardiens         | Gardiens | Gardiens | Gardiens    | Gardiens | Gardiens                                   | Gardiens     |
| ---------- | ------------------- | ---------------- | -------- | -------- | ----------- | -------- | ------------------------------------------ | ------------ |
|            | Kevin Hernández     | Bella Vista      | 22       | 0        | 0           | 0        | 0                                          | 0            |
|            | Obed Enamorado      | Vida             | 22       | 0        | 0           | 0        | 0                                          | 0            |
| Défenseurs |                     |                  |          |          |             |          |                                            |              |
|            | Erick Norales       | Marathon         | 22       | 0        | 0           | 0        | 0                                          | 0            |
|            | Quiarol Arzu        | Platense         | 23       | 0        | 0           | 0        | 0                                          | 0            |
|            | Luis Ramos          | Nyíregyháza      | 22       | 0        | 0           | 0        | 0                                          | 0            |
|            | David Molina        | Motagua          | 20       | 0        | 0           | 0        | 0                                          | 0            |
|            | Andres Morales      | Real España      | 22       | 0        | 0           | 0        | 0                                          | 0            |
|            | Samuel Caballero*   | Changchun Yatai  | 33       | 0        | 0           | 0        | 0                                          | 0            |
| Milieux    |                     |                  |          |          |             |          |                                            |              |
|            | Mario Martinez      | Real España      | 19       | 0        | 0           | 0        | 0                                          | 0            |
|            | Hendry Thomas       | Olimpia          | 23       | 0        | 0           | 0        | 0                                          | 0            |
|            | Ramón Núñez         | Olimpia          | 22       | 0        | 0           | 0        | 0                                          | 0            |
|            | Rigoberto Padilla   | Motagua          | 22       | 0        | 0           | 0        | 0                                          | 0            |
|            | Marvin Sánchez      | Platense         | 21       | 0        | 0           | 0        | 0                                          | 0            |
|            | Jorge Claros        | Motagua          | 22       | 0        | 0           | 0        | 0                                          | 0            |
|            | Jefferson Bernardez | Motagua          | 21       | 0        | 0           | 0        | 0                                          | 0            |
| Attaquants |                     |                  |          |          |             |          |                                            |              |
|            | Luis Rodas          | Motagua          | 23       | 0        | 0           | 0        | 0                                          | 0            |
|            | Georgie Welcome     | Arsenal          | 23       | 0        | 0           | 0        | 0                                          | 0            |
|            | José Guity          | Marathón         | 23       | 0        | 0           | 0        | 0                                          | 0            |
|            | Emil Martinez*      | Shanghai Shenhua | 25       | 0        | 0           | 0        | 0                                          | 0            |
|            | Carlos Pavón*       | Real España      | 34       | 0        | 0           | 0        | 0                                          | 0            |
| Entraîneur |                     |                  |          |          |             |          |                                            |              |
|            | Gilberto Yearwood   |                  | 52       |          |             |          |                                            |              |